# Amphipoea branderi
Amphipoea branderi är en fjärilsart som beskrevs av Felix Bryk 1954. Amphipoea branderi ingår i släktet Amphipoea och familjen nattflyn. Inga underarter finns listade i Catalogue of Life.